# 아스트로월드 페스티벌 압사 참사
아스트로월드 페스티벌 압사 참사(Astroworld Festival crowd crush)는 2021년 11월 5일 미국의 래퍼 트래비스 스콧이 텍사스주 휴스턴 NRG 파크에서 개최한 음악 행사인 아스트로월드 페스티벌에서 군중이 압사하는 사고가 발생하였다. 10명이 사망하였으며 경찰은 몰려드는 팬들에 희생자들이 깔려 숨졌다고 전했다. 축제 야전 병원에서 25명이 추가로 입원하고 300명 이상이 부상으로 치료를 받았다.

## 배경

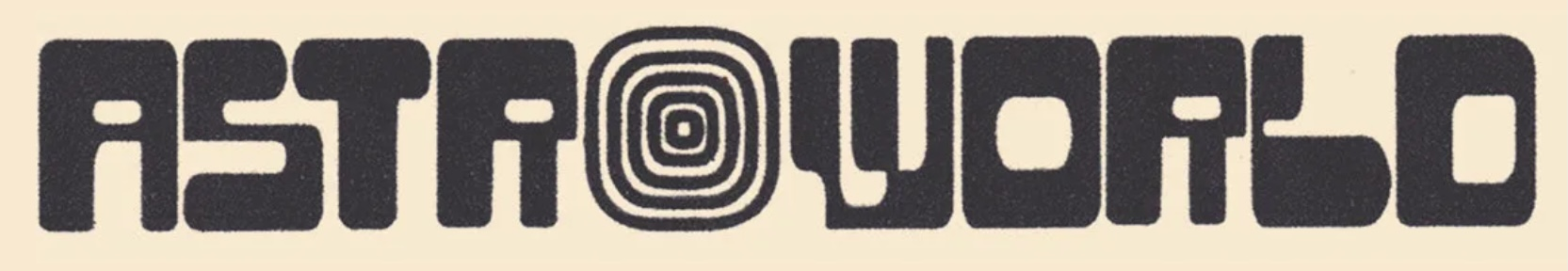
아스트로월드 페스티벌 2021년판 공식 로고

아스트로월드 페스티벌은 미국의 래퍼 겸 힙합 작곡가 트래비스 스콧이 2018년 발매한 정규 3집 음반의 이름을 딴 연례 음악 행사다. 이 행사는 라이브네이션과 계열사들이 기획하고 관리했다. 애플 뮤직이 스콧의 공연을 생중계하였다.

### 준비
2021년 축제는 2박 연속으로 계획되었고, 당국은 도시의 소방 법규가 20만 명까지의 관객을 허용했음에도 첫날 참석자를 5만 명으로 제한할 계획이었다. 휴스턴시와 해리스 카운티는 사흘 전 휴스턴에서 막을 내린 2021년 월드 시리즈보다 더 많은 보안을 제공했다고 실베스터 터너 시장이 밝히는 등 이번 행사를 위한 경비를 아낌없이 사용했다.
행사 운영 계획 당시에는 사망, 외상, 심한 날씨, 적극적인 사격, 시민 불안, 실종자, 어린이 실종, 그리고 제멋대로인 팬과 같은 만일의 사태가 포함되었지만, 밀려드는 군중같은 안전에는 우발적인 상황이 포함되지 않았다.
사건 당시 보안 요원, 보안 책임자, 내외부 보안 책임자, 이들이 모두 근무했던 회사의 위험관리 책임자는 텍사스 공안부의 사설 보안 면허 데이터 베이스에 기재되지 않았다. CNN이 입수한 문서에서는 지휘계통 콘서트 제작자와 영화제 감독만이 공연을 중단할 수 있는 권한을 부여받았다고 밝혔으나, 보고서에는 누가 그런 역할을 맡았는지는 명시되지 않았다. 또 문제의 행동을 발견하거나 예방하기 위한 구체적인 군중 통제 기술은 문서에 자세히 설명되어 있지 않았다. 소방대원들은 주최측의 당초 제출과 일치하지 않자 폭약고를 강제로 조정했다.
휴스턴 경찰국은 528명의 경찰관이 이 축제에 참가했으며, 이른 보고에 따르면 행사 주최사인 라이브네이션은 755명의 보안관을 추가로 제공했다. 휴스턴 경찰서장 트로이 피너는 보안업체 3~4곳의 기록보존이 부실하다는 점을 감안할 때 보안업체가 받은 금액에 대해 이의를 제기했다. 휴스턴 소방서는 콘서트에 앞서 20대의 구급차를 행사장 밖에 배치했다. 행사장 주변에 의료 천막과 소규모 구호소를 설치한 뉴욕 브루클린 출신의 건설업자가 구급요원의 필요성을 말하기도 했다.

### 이전 사건

#### 트래비스 스콧
스콧의 이전 공연은 그가 사건을 선동하고, 팬들의 참여를 칭찬하는 등 여러 법적 문제를 겪었다. CNN은 그가 힙합에서 '레이저'라는 명성을 쌓았고, 라이브 쇼는 혼돈의 위기에 처했다고 지적했다.
2015년 롤라팔루자 콘서트에서 스콧은 콘서트 참석자들에게 보안을 무시하고 무대를 서두르라고 선동한 뒤 무질서한 행위로 기소됐다. 2017년에 그는 아칸스에서 공연한 후 비슷한 행위로 체포되었다. 폭동을 선동하고, 무질서한 행위를 하고, 미성년자의 복지를 위협한 혐의로 기소되었지만, 나중에 무질서한 행위를 제외한 모든 혐의는 기각되었다. 같은 해 뉴욕시의 터미널 5에서 한 팬이 스콧과 콘서트 주최측을 고소한 사건이 있었다. 팬은 발코니에서 떨어져 몸이 마비 되었다. 그 콘서트에서, 스콧은 팬들에게 발코니에서 뛰어내리라고 격려하면서 그들 아래의 관중들이 떨어질 때 잡을 것이라고 주장하며 뛰어내리라고 말했다. 2019년 아스트로월드 콘서트 에서는 관중이 몰려들어 3명이 다쳤다.
11월 8일, TMZ는 지난 해의 혼란을 과장한 뉴스들이 인스타그램을 제외한 소셜미디어 계정에서 삭제되는 등 축제 참석의 명백한 위험을 떠안고 있는 아스트로월드 홍보 동영상을 보도했다. 스콧의 개인 인스타그램에는 손뼈가 부러졌거나 기절했던 팬들을 미화하고 매료시키는 글과 함께 찍은 사진들은 여전히 지워지지 않았다. 이 매체는 두 경우 모두 스콧의 '레이저' 페르소나와 이를 지지하는 아스트로월드 브랜드가 이들을 따라잡았다고 사설을 실었다.

### 계약자
콘서트가 시작되기 전, ParaDocs Worldwide와 이벤트 보안 계약 업체인 CSC(Contemporary Services Corporation)는 직원이 상주하는 콘서트에서 사망 및 상해를 입은 것에 대한 손해배상을 청구하는 소송의 대상이 되었다. 라이브네이션은 OSHA 위반이 최소 10건, 더 심각한 사건에 대해 벌금형을 선고받았으며 2016년부터 2019년까지 콘서트 사건에서 적어도 한 번은 민사소송을 제기했다. 전 CSC 고용자인 다리우스 윌리엄스는 TMZ에 전날 치른 2급 보안사 면허시험이 강사의 답변이 담긴 간략하고 공개적인 책이라고 주장했다. 그는 그가 말한 몇몇 동료들과 비슷한 우려의 목소리를 내면서, 그들이 인원을 부족하고 군중들을 다룰 준비가 되지 않았다는 것을 알고 행사 당일을 그만뒀다고 말했다.